# Juan de la Cosa
Juan de la Cosa (de vegades anomenat El Vizcaíno) (Santoña, Cantàbria, 1450 o 1460 – Turbaco, Colòmbia, desembre de 1509) va ser un navegant i cartògraf, conegut per haver dissenyat el primer mapa del món que mostrava els territoris descoberts a Amèrica durant el segle xv.

## Els primers anys
Se sap que va néixer a Cantàbria, encara que hi ha dubtes sobre la data exacta; no se sap res de la seva infantesa i adolescència. Algunes referències descriuen que de jove podia haver estat en les navegacions d'exploració que realitzaven els càntabres a través del mar Cantàbric i, posteriorment, en direcció a l'Àfrica Occidental.
Les primeres referències sòlides provenen de 1488, quan es trobava a Portugal. Aleshores, acabava d'esdevenir-se l'arribada del navegant Bartolomeu Dias a Lisboa, després d'haver assolit el cap de Bona Esperança. Els Reis Catòlics havien enviat De la Cosa a aquesta ciutat en qualitat d'espia a la recerca d'informació i de detalls sobre l'esmentat descobriment per als seus propòsits; afortunadament va poder tornar a Castella abans que el capturessin els oficials portuguesos.

## Viatges amb Colom
El 1492 va participar en el projecte expedicionari de Cristòfor Colom a la recerca d'una ruta alternativa cap a les Índies. Com a propietari i contramestre de la caravel·la Santa María, De la Cosa va decidir cedir la nau per a l'expedició. Tanmateix, el vaixell es va enfonsar el 24 de desembre del mateix any. Algunes referències indiquen que Colom va arribar a acusar personalment De la Cosa per l'incident, tot i que es creu que l'esmentada acusació no va existir realment.
Així, en el segon viatge de Colom, Juan de la Cosa va participar com a cartògraf de l'expedició entre 1493 i 1496 a bord de la nau Santa Clara. També va rebre una gran compensació de diners de part de la reina Isabel per l'enfonsament de la Santa María; l'esmentada indemnització data del 28 de febrer de 1494.

## Primer viatge amb De Ojeda
Entre maig i setembre de 1499 va organitzar la seva pròpia expedició a Amèrica i es va associar amb el navegant castellà Alonso de Ojeda (que el va conèixer en el segon viatge de Colom) i el navegant florentí Amerigo Vespucci. Com a pilot major i cartògraf de l'expedició, De la Cosa va partir de Cadis i va recórrer minuciosament tota la costa sud-americana entre el riu Essequibo, a l'actual Guyana, i el cap de la Vela, a la península colombiana de La Guajira.
Malgrat que aquest viatge no va produir un gran rendiment econòmic, de la Cosa en va resultar força beneficiat, ja que va cartografiar amb detall la costa de la regió explorada, informació en què es basaria al cap de no gaire per fer el seu famós mapa.

## El mapamundi

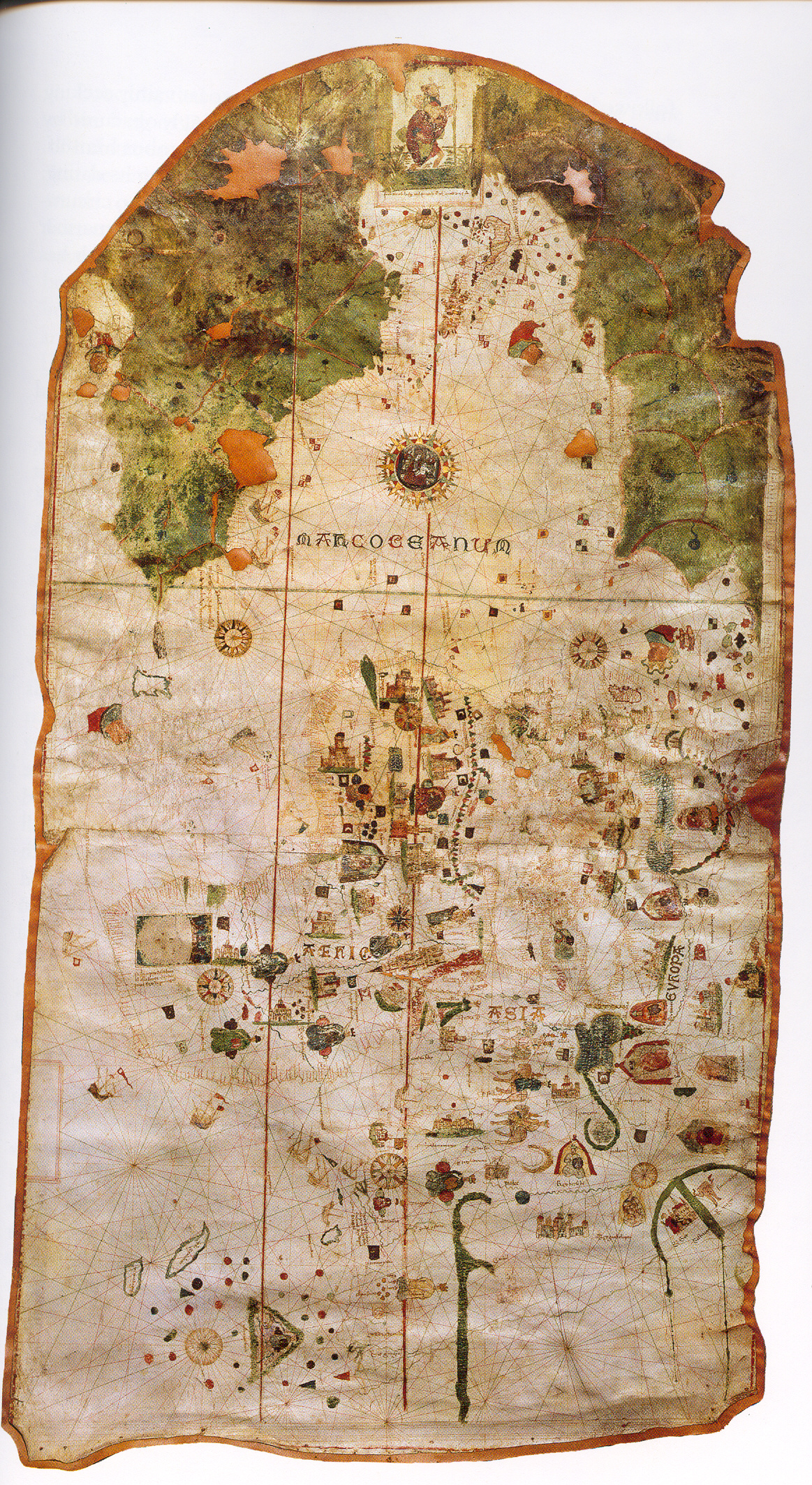
Mapamundi fet per Juan de la Cosa el 1500. Es mostra el Nou Món a la part superior (de color verd) i el Vell Món a la part central i inferior (de color blanc)

El juny de 1500, va tornar a Cadis i va elaborar per als Reis Catòlics el primer mapamundi on apareix el continent americà, obra datada aquell mateix any, a El Puerto de Santa María. Està pintat sobre un pergamí fet amb dues pells unides, i és un rectangle irregular de 96 cm d'ample i 183 cm de llarg; el mapa va ser realitzat de manera vertical, és a dir que l'Occident correspon a la part superior del mapa i l'Orient és a la part inferior, el nord se situa a la dreta i el sud a l'esquerra. A la part superior apareix una efígie de sant Cristòfol, encara que pot ser un retrat del mateix Colom, situada a ponent de les Antilles, i conté una inscripció que diu: 
| « | Juan de la Cosa la feu al Puerto de S. Mª l'any de 1500. | » |

L'esmentat mapa reflecteix els resultats dels descobriments duts a terme a Amèrica durant el segle xv; amb detalls dels viatges realitzats per Colom (viatges de 1492, 1493 i 1498), Alonso de Ojeda, Vicente Yáñez Pinzón, Giovanni i Sebastiano Caboto i diversos exploradors portuguesos que van recórrer l'Àfrica, com Bartolomeu Dias i Vasco da Gama.
Va mostrar que les terres descobertes al nord i el sud d'Amèrica podien estar unides formant un sol continent, encara que la presència de l'efígie superior feia que apareguessin com dues terres, tal com creia Colom; Cuba ja apareix identificada com una illa, contràriament a l'opinió de Colom; a l'Amèrica del Nord no es mostren la península de la Florida, el golf de Mèxic, la península de Yucatán i l'Amèrica Central (àrea que correspon al que queda tapat per l'efígie); les Antilles apareixen de manera completa, i a l'Amèrica del Sud es mostra des del cap de la Vela fins al de San Agustín, mostrant una part del nord del Brasil.
El contorn de les costes de l'Àfrica està dibuixat per primera vegada de manera correcta, a causa dels últims viatges d'exploració realitzats pels portuguesos. Tanmateix àmplies regions de l'Àsia són buides i imprecises, bé perquè en aquella època eren desconegudes, bé perquè encara s'identificaven amb les Índies de Colom. Les àrees d'Europa i de la Mediterrània apareixen ben detallades, gràcies als informes dels navegants italians i mallorquins de l'època.
El mapa està decorat amb roses dels vents, banderes, caravel·les i altres vaixells, ciutats i reis africans, personatges de la Bíblia, figures mitològiques, cursos d'aigua i ports escrits en castellà antic.

## El viatge amb De Bastidas
Cap al final del 1500, el navegant Rodrigo Galván de Bastidas havia obtingut llicència per explorar el Nou Món, de manera que va tenir converses amb De la Cosa per tal que li suggerís quina ruta havia de prendre, però al final De Bastidas va decidir nomenar-lo pilot major en l'expedició.
Van partir de Cadis l'octubre de 1501 i, juntament amb Vasco Núñez de Balboa que també anava amb ells, van recórrer des del cap de la Vela tot el litoral nord de Colòmbia, visitant el golf d'Urabá i el nord de Panamà, fins al Puerto Retrete o Escribano el 1501. Tanmateix, les acusacions de les autoritats contra De Bastidas de negociar or amb els indígenes i el mal estat de les embarcacions van fer que De la Cosa tornés a la península Ibèrica cap al final de 1502.

## De la Cosa, agutzil major
La reina Isabel, mitjançant una cèdula reial datada el 3 d'abril de 1503, va nomenar De la Cosa agutzil major d'Urabá, com a part de la seva recompensa pels serveis prestats en el viatge amb De Bastidas, i addicional ment va ser nomenat oficial assalariat de la Casa de Contratación, creada feia poc.
De més a més, se li va encarregar una missió a Lisboa davant del rei Manuel I de Portugal per buscar explicacions a les acusacions que feien els castellans segons les quals els portuguesos estaven duent a terme exploracions dins dels dominis de la Corona de Castella. De resultes de tot plegat, De la Cosa va ser arrestat i empresonat, encara que va ser alliberat poc després gràcies a la intervenció de la reina Isabel.

## Viatges sota el seu comandament
El 1504 va aconseguir de fer el seu primer viatge sota el seu comandament com a capità general i pilot, gràcies a una capitulació de la Corona per descobrir i vigilar les costes de la Tierra Firma. Amb quatre naus armades va recórrer les costes entre l'illa Margarita i el golf d'Urabá. Cal destacar que De la Cosa va aprofitar aquest viatge per estudiar més a fons l'esmentat litoral, va impedir la presència dels portuguesos a la regió, va socórrer el mercader sevillà Cristóbal Guerra i els seus homes, en territoris del que en un futur seria Cartagena de Indias, i va obtenir un guany de 50 mil maravedís com a recompensa per la seva tasca. Posteriorment va posar rumb a la Hispaniola, on va romandre dos anys.
Es va estar a Castella un any, fins que el 1507 la Casa de Contratación el va cridar perquè dirigís una petita flota de vaixells que vigilarien les costes entre Cadis i el cap de São Vicente, que era lloc de reunió de diversos pirates, i per vigilar les naus portugueses que vinguessin procedents del Nou Món. Tanmateix, en no retre fruits l'esmentada missió, la Corona va decidir enviar dues caravel·les a les Índies, comandades per De la Cosa i De Bastidas, viatge en què van tenir grans guanys, ja que cadascun va rebre al voltant dels 100.000 maravedís.
El 1508 va participar en la Junta de Burgos, juntament amb Vicente Yáñez Pinzón, Juan Díaz de Solís i Amerigo Vespucci, que eren els millors navegants de l'època al servei de la Corona de Castella, per discutir sobre el projecte d'una gran expedició que tenia com a objectiu arribar a l'Àsia per l'oest. També aquell mateix any la reina Joana I de Castella li va confirmar el càrrec d'agutzil major d'Urabá que se li havia atorgat cinc anys enrere, però aquesta vegada de manera hereditària.
A més, aquell any va anar a representar Alonso de Ojeda per obtenir la governació de la Tierra Firma, que el rei Ferran el Catòlic havia posat a concurs. En aquell acte també hi era present Diego de Nicuesa; a causa de la fama d'ambdós candidats, la Corona va decidir dividir la Tierra Firma en dues governacions: Veragua a l'oest del golf d'Urabá i governada per de Nicuesa; i la Nova Andalusia a l'est, governada per De Ojeda.

## Segon viatge amb De Ojeda i mort
El 1509 va partir novament cap a la Hispaniola amb una caravel·la, dos bergantins i una tripulació de 200 homes en un viatge comandat per Alonso de Ojeda, que va ser de nou nomenat governador de la Nova Andalusia pel rei Ferran. En aquest viatge, De la Cosa va ser nomenat tinent governador i l'expedició parteix de Santo Domingo el novembre del mateix any amb un centenar d'homes més. De la Cosa va resoldre la disputa entre els dos governadors sobre quin lloc exacte del golf d'Urabá seria el límit d'ambdues governacions, assenyalant el riu Atrato com el límit exacte entre Veragua i la Nova Andalusia.
En arribar a la Nova Andalusia el mes de desembre, De Ojeda va decidir desembarcar a la badia de Calamar, desatenent els consells de De la Cosa que recomanava que no es pertorbés els indis d'aquella regió, ja que eren indígenes que usaven sagetes enverinades, i que era més convenient fundar un poblat a la vora del golf d'Urabá, on vivien indis menys bel·licosos, fet del qual De la Cosa havia tingut coneixement cinc anys enrere. Hi va haver un xoc entre castellans i indígenes a l'esmentada badia. Orgullós de la victòria dels seus, De Ojeda decideix endinsar-se a la selva on van fugir alguns indígenes fins al poblat de Turbaco. En arribar al poblat, De Ojeda, De la Cosa i els altres homes van ser sorpresos pels indígenes, que van disparar sagetes enverinades que van causar la mort a De la Cosa i a la major part dels homes, i tot just se'n va salvar De Ojeda i un més dels seus homes; algunes referències indiquen que De la Cosa va sacrificar la seva vida per tal de mantenir De Ojeda sa i estalvi.
En arribar De Ojeda a la badia es va trobar amb l'expedició de De Nicuesa, qui en assabentar-se dels fets ocorreguts a Turbaco va oblidar les diferències que tenia amb l'altre governador; llavors la tripulació d'ambdues expedicions va venjar la mort de De la Cosa i els seus homes, va destruir el poblat i en va assassinar tots els habitants. La vídua de De la Cosa va rebre 45.000 maravedís i tots els indígenes que tenia en possessió el navegant com a indemnització pels serveis prestats; es va desconèixer el destí del fill de De la Cosa, el qual havia d'haver pres el càrrec d'agutzil major d'Urabá, ja que al seu pare l'hi havien concedit de manera hereditària.

## El seu llegat
Es pot assenyalar que, després de la seva mort, el mapamundi que va dissenyar Juan de la Cosa va ser una de les obres més importants de la cartografia del final del segle xv i inici del segle xvi; va ser usat i arxivat per la Casa de Contratación durant diversos anys fins que va ser robat en circumstàncies desconegudes. Va ser redescobert el 1832 pel baró de Walckenaer, ministre plenipotenciari dels Països Baixos a París, que el va comprar a un preu molt barat en aquella ciutat. A la mort del baró el 1853, es va subhastar el mapamundi i el govern espanyol, gràcies a Ramón de la Sagra, el va adquirir per 4.321 francs i fou col·locat al Museu Naval de Madrid segons la Reial Ordre del 14 de setembre de 1853.
Es creu que les relacions amistoses entre De la Cosa i el batxiller Martín Fernández de Enciso van fer que aquest últim es basés en els coneixements cartogràfics de De la Cosa per realitzar la seva obra Suma de geografía que trata de todas las partes y provincias del mundo: en especial de las Indias, impresa a Sevilla en 1519.
També hi va haver reproduccions i anàlisis de diverses zones del mapa de De la Cosa fetes per diversos erudits, com Alexander von Humboldt en el seu Examen crític de la història de la geografia del nou continent (1836), Ramón de la Sagra el 1837 amb la Història física, política i natural de l'illa de Cuba, el vescomte de Santarém el 1842 amb el seu Atles de l'Edat Mitjana, etc.
També hi ha referències que indiquen que De la Cosa havia realitzat altres mapes importants, incloent-ne un del mar Cantàbric, encara que fins a la data encara no s'han trobat.